# Mathieu Biazizzo
Mathieu Biazizzo (Conflans-Sainte-Honorine, 11 de julio de 1991) es un deportista francés que compite en piragüismo en la modalidad de eslalon.
Ganó cinco medallas en el Campeonato Mundial de Piragüismo en Eslalon entre los años 2013 y 2021, y una medalla de plata en el Campeonato Europeo de Piragüismo en Eslalon de 2017.

## Palmarés internacional
| Campeonato Mundial | Campeonato Mundial          | Campeonato Mundial | Campeonato Mundial |
| Año                | Lugar                       | Medalla            | Competición        |
| ------------------ | --------------------------- | ------------------ | ------------------ |
| 2013               | Praga (República Checa)     | Medalla de bronce  | K1 por equipos     |
| 2014               | Deep Creek (Estados Unidos) | Medalla de oro     | K1 por equipos     |
| 2014               | Deep Creek (Estados Unidos) | Medalla de bronce  | K1 individual      |
| 2017               | Pau (Francia)               | Medalla de plata   | K1 por equipos     |
| 2021               | Bratislava (Eslovaquia)     | Medalla de oro     | K1 por equipos     |
| Campeonato Europeo |                             |                    |                    |
| Año                | Lugar                       | Medalla            | Competición        |
| 2017               | Tacen (Eslovenia)           | Medalla de plata   | K1 por equipos     |